# Kellie Harrington
Kellie Anne Harrington (Dublino, 11 dicembre 1989) è un'ex pugile irlandese, vincitrice di 2 medaglie d'oro olimpiche nella categoria femminile dei pesi leggeri a Tokyo 2020 e a Parigi 2024.

## Carriera

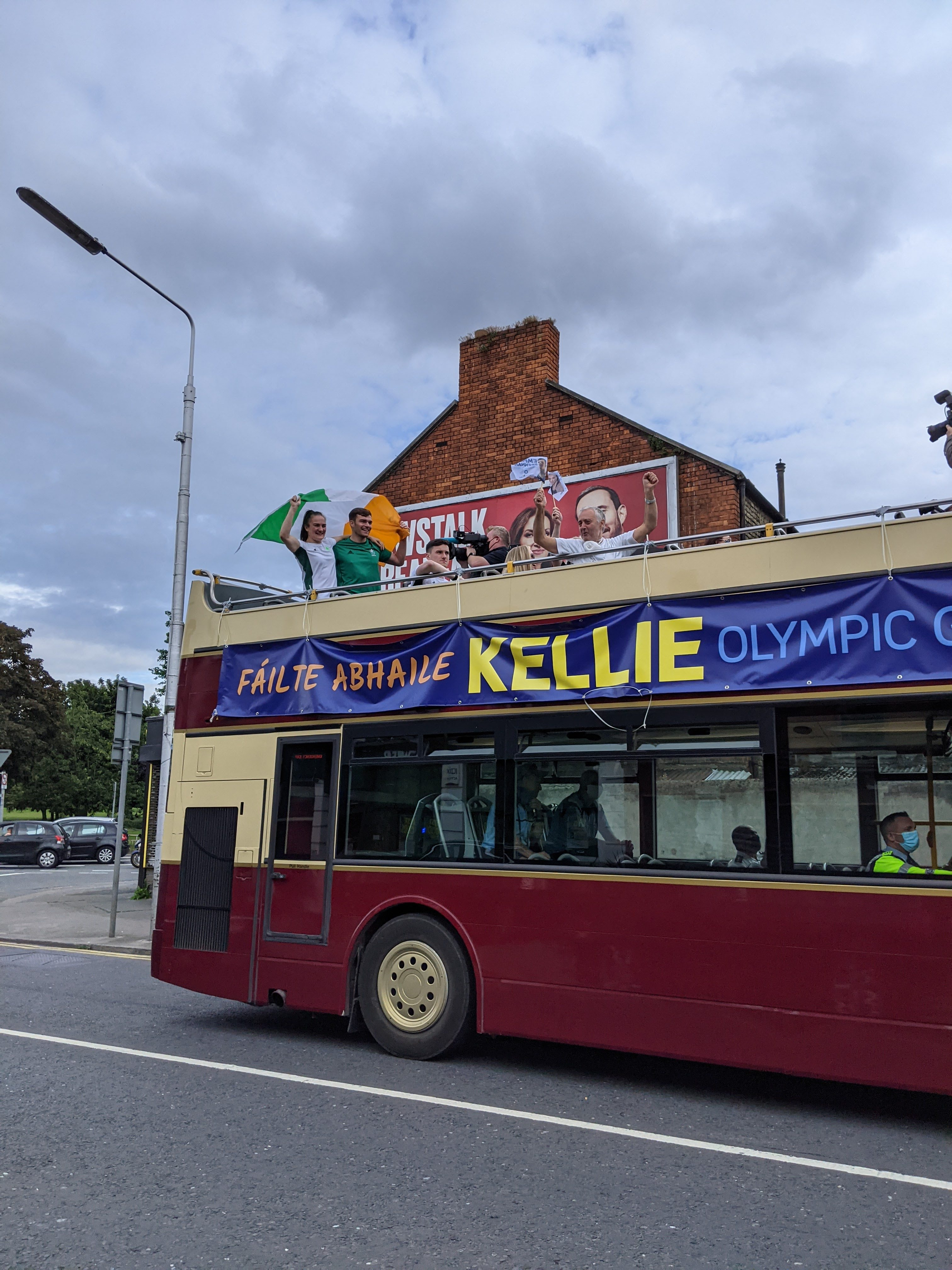
Kellie Harrington ed Emmet Brennan di ritorno dalle Olimpiadi di Tokyo 2020

Ai campionati mondiali di pugilato dilettanti femminile ha vinto la medaglia d'argento nella categoria dei pesi superleggeri ad Astana nel 2016 e la medaglia d'oro nella categoria dei pesi leggeri a Nuova Delhi nel 2018.
Ai campionati europei di pugilato dilettanti femminile ha vinto nella categoria pesi leggeri la medaglia d'argento nell'edizione del 2017 e due volte la medaglia di bronzo nelle edizioni del 2018 e del 2024.

### Olimpiadi estive 2020
Harrington aveva vinto nel 2020 il torneo europeo di qualificazione olimpica per il pugilato femminile nella categoria pesi leggeri, sconfiggendo Caroline Dubois in finale con una decisione divisa.
Harrington ha sfilato come portabandiera dell'Irlanda alla cerimonia di apertura di Tokyo 2020 il 23 luglio 2021. Durante il torneo olimpico di pugilato femminile (categoria pesi leggeri) ha sconfitto Rebecca Nicoli nel suo primo incontro per 5-0, qualificandosi così ai quarti di finale, dove ha poi battuto Imane Khelif per 5-0, garantendosi in questo modo almeno la medaglia di bronzo. Nella semifinale del 5 agosto 2021 ha sconfitto Sudaporn Seesondee per 3-2, accedendo così alla finale dell'8 agosto 2021, in cui ha battuto Beatriz Ferreira per 5-0, aggiudicandosi la medaglia d'oro e diventando la terza campionessa olimpica nella storia del pugilato irlandese. Il presidente della Repubblica d'Irlanda Michael D. Higgins e il Taoiseach Micheál Martin si sono congratulati con Harrington per la sua vittoria, insieme a Katie Taylor e Michael Carruth.

### Olimpiadi estive 2024
Nel torneo olimpico di pugilato femminile (categoria pesi leggeri) di Parigi 2024 a Parigi, Harrington è stata qualificata di diritto al secondo turno, dove ha sconfitto Alessia Mesiano con decisione unanime. Nel terzo turno si è assicurata un'altra vittoria con decisione unanime, questa volta contro Angie Valdés. Harrington ha sconfitto in semifinale Beatriz Ferreira per 4-1. Nella finale del 6 agosto 2024 ha battuto Yang Wenlu, riconquistando così la medaglia d'oro a distanza di 4 anni. Al termine dell'incontro ha annunciato il suo ritiro dal pugilato.

## Riconoscimenti

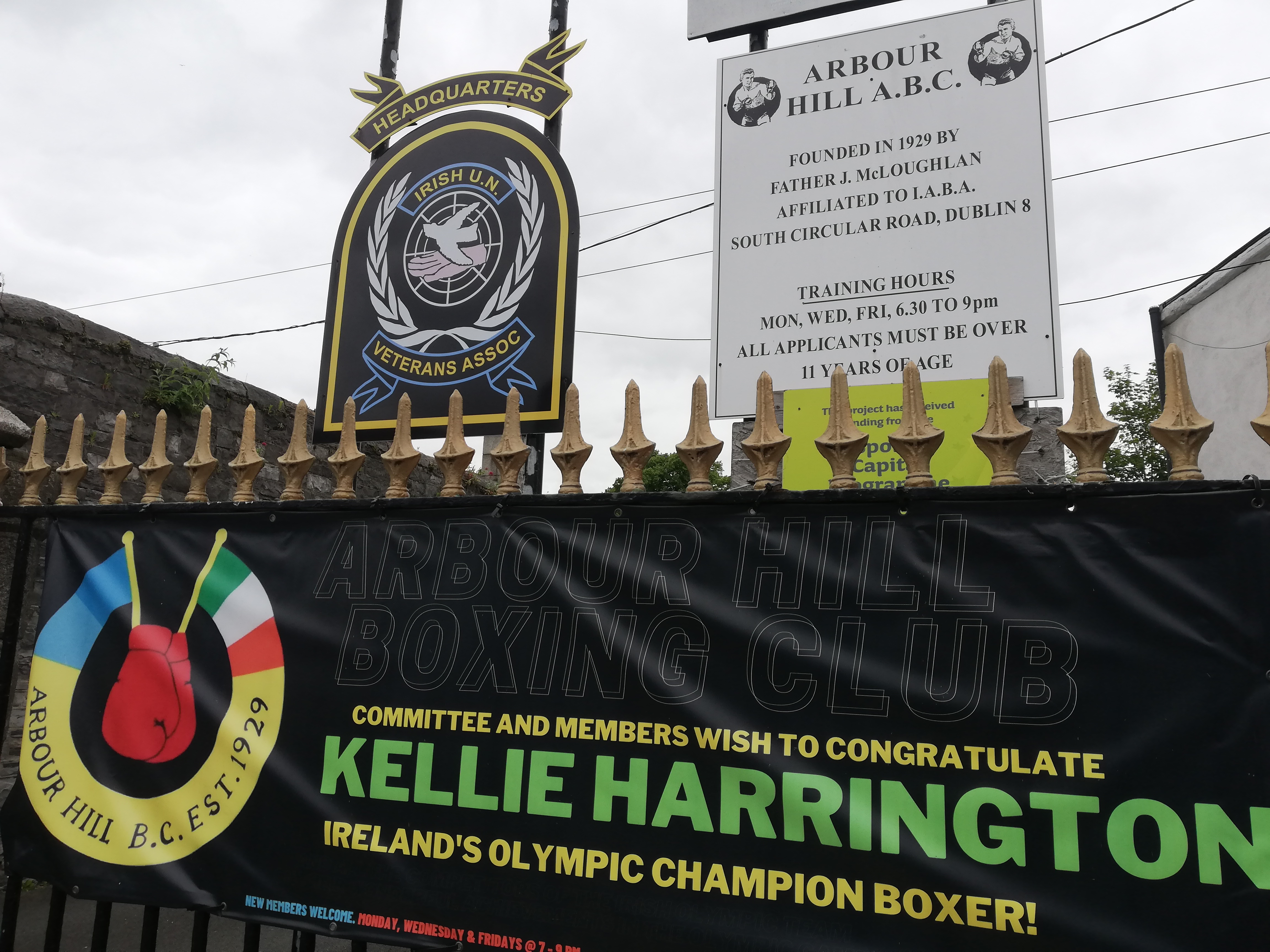
Striscione a sostegno di Harrington esposto ad Arbour Hill (Dublino)

In occasione della Giornata internazionale della donna nel 2022, An Post realizzò una serie di francobolli dedicate a diverse sportive irlandesi, tra cui Harrington.
Harrington ha sfilato come gran maresciallo assieme ad Ellen Keane alla parata del giorno di San Patrizio a Dublino il 17 marzo 2022.
Nel 2022 le è stata conferita l'onorificenza "Freedom of the City of Dublin".

## Vita privata
Harrington è originaria della zona settentrionale del centro di Dublino ed è membro del St. Mary's Boxing Club a Tallaght. All'età di 15 anni sviluppò un interesse per il pugilato e provò ad unirsi al club di pugilato locale, venendo però inizialmente rifiutata poiché non avrebbero accettato delle ragazze; dopo varie insistenze, però, alla fine venne ammessa e fece rapidi progressi nella sua carriera pugilistica.
Harrington dichiarò nel 2021 che aveva intenzione di tornare a lavorare part-time come donna delle pulizie presso l'ospedale psichiatrico St. Vincent di Dublino, indipendentemente dal suo risultato alle Olimpiadi di Tokyo 2020.
Harrington ha una relazione con Mandy Loughlin dal 2009; dopo essersi incontrate per merito del pugilato, si sono sposate a Dublino l'8 aprile 2022. Ciò la rese parte degli almeno 186 atleti apertamente gay ad aver partecipato alle Olimpiadi di Tokyo 2020.
Nell'ottobre 2022 Harrington ha pubblicato la sua autobiografia, intitolata Kellie e scritta con Roddy Doyle.
Il 2 aprile 2023 Harrington ha annunciato il suo ritiro dai social media a seguito di una reazione su un tweet di GB News relativo all'immigrazione che lei aveva condiviso e successivamente cancellato. Harrington ha rifiutato di affrontare la questione in una successiva intervista a Newstalk, ma in seguito ha rilasciato una dichiarazione e si è scusata per l'accaduto.